# Kullasjön (Vrigstads socken, Småland)
Kullasjön är en sjö i Sävsjö kommun och Vaggeryds kommun i Småland och ingår i Lagans huvudavrinningsområde. Sjön är 2,1 meter djup, har en yta på 0,0631 kvadratkilometer och är belägen 207 meter över havet.

## Delavrinningsområde
Kullasjön ingår i det delavrinningsområde (636138-141682) som SMHI kallar för Mynnar i Bodaån. Medelhöjden är 223 meter över havet och ytan är 35,3 kvadratkilometer. Det finns inga delavrinningsområden uppströms utan avrinningsområdet är högsta punkten. Vattendraget som avvattnar avrinningsområdet har biflödesordning 4, vilket innebär att vattnet flödar genom totalt 4 vattendrag innan det når havet efter 212 kilometer. Delavrinningsområdet består mestadels av skog (82 procent). Avrinningsområdet har 0,31 kvadratkilometer vattenytor vilket ger det en sjöprocent på 0,9 procent.